# Pimplomorpha dolini
Pimplomorpha dolini är en stekelart som beskrevs av Narolsky 2003. Pimplomorpha dolini ingår i släktet Pimplomorpha och familjen brokparasitsteklar. Inga underarter finns listade i Catalogue of Life.